# Anna Malá
Anna Malá (17. května 1886 Nymburk – 19. dubna 1948 Praha) byla československá politička a meziválečná poslankyně Národního shromáždění za Československou sociálně demokratickou stranu dělnickou, později za Komunistickou stranu Československa.

## Biografie
Podle údajů k roku 1920 byla profesí úředníci v Královských Vinohradech.
V parlamentních volbách v roce 1920 se stala poslankyní Národního shromáždění. Zvolena byla za sociální demokraty, v průběhu volebního období přešla do nově vzniklé KSČ.